# Bê bối sai phạm Volkswagen
Ngày 18 tháng 9 năm 2015, Cơ quan Bảo vệ Môi trường Hoa Kỳ (EPA) đã ban hành một Thông Báo Vi phạm Đạo luật không khí sạch đối với hãng sản xuất ô tô Đức Volkswagen Group. Trong thời gian từ 2009-2015, Volkswagen đã cài đặt thiết bị điều chỉnh nồng độ khí thải trên 11 triệu xe Volkswagen toàn cầu nhằm qua mắt giới chức môi trường. Việc này cho phép xe của hãng có khả năng kiểm soát ô nhiễm khi chiếc xe bị kiểm tra. Vì thế, khi vận hành bình thường, những chiếc xe này sẽ thải ra lượng khí gấp 10-40 lần tiêu chuẩn cho phép, Bloomberg cho biết. Martin Winterkorn đã công khai lỗi công chúng, và cam kết hãng sẽ lấy lại niềm tin.
Điều tra cho thấy lượng khí thải NOx trong quá trình lái xe của cao lên tới 35 lần hơn tiêu chuẩn. EPA phân loại lập trình này như một thiết bị hủy bỏ, bị cấm bởi Đạo luật không khí sạch. Ước tính có khoảng mười một triệu chiếc xe trên toàn thế giới, và 500.000 ở Hoa Kỳ, bao gồm lập trình như vậy.